# Gąbin (gmina)
Gąbin – gmina miejsko-wiejska w Polsce położona w województwie mazowieckim, w południowej części powiatu płockiego. W latach 1975–1998 gmina położona była w województwie płockim. Gmina zajmuje tereny między doliną Wisły a Gostynińsko-Włocławskim Parkiem Krajobrazowym.
Siedziba gminy to Gąbin. W gminie Gąbin znajdują się 32 wsie, tworzące 27 sołectw. Przez jej terytorium przebiegają drogi wojewódzkie: 574, 577, 575.
Według danych z 30 czerwca 2004 gminę zamieszkiwało 10 810 osób.
5 października 1973 do gminy Gąbin włączono sołectwo Przemysłów z gminy Słubice.

## Struktura powierzchni
Według danych z roku 2002 gmina Gąbin ma obszar 146,71 km², w tym:
- użytki rolne: 68%
- użytki leśne: 20%

Gmina stanowi 8,16% powierzchni powiatu.

## Demografia

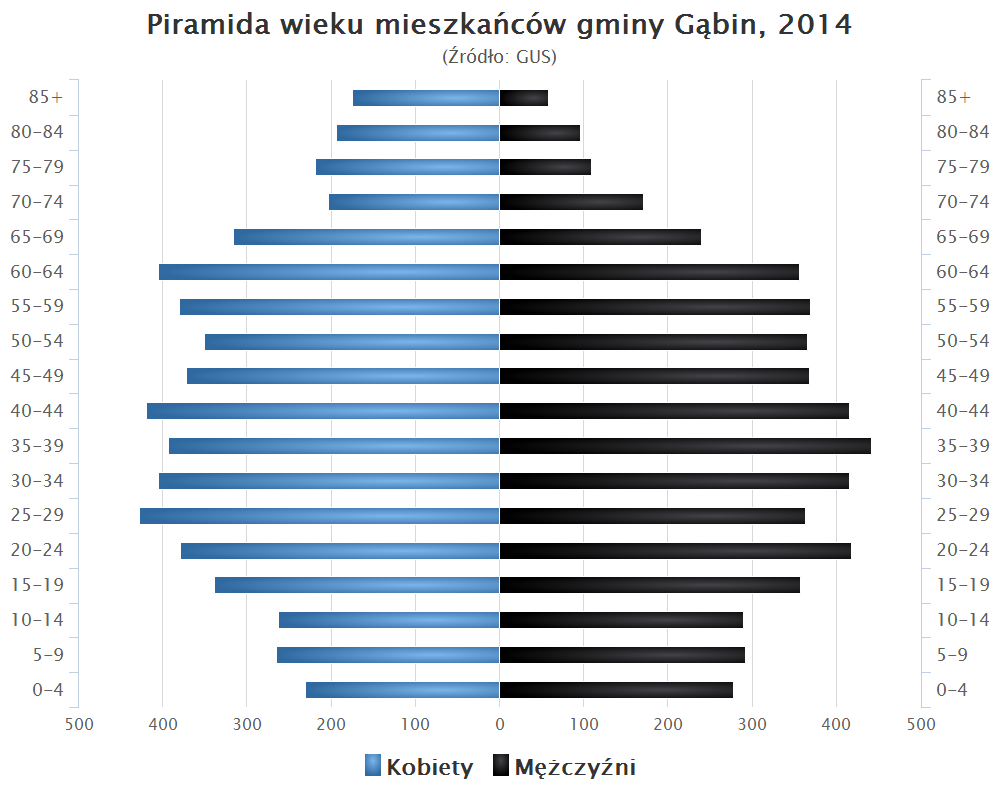
Piramida wieku mieszkańców gminy Gąbin w 2014 roku

Dane z 30 czerwca 2014:
| Opis                              | Ogółem | Ogółem | Kobiety | Kobiety | Mężczyźni | Mężczyźni |
| --------------------------------- | ------ | ------ | ------- | ------- | --------- | --------- |
| jednostka                         | osób   | %      | osób    | %       | osób      | %         |
| populacja                         | 11 141 | 100    | 5608    | 51,9    | 5202      | 48,1      |
| gęstość zaludnienia (mieszk./km²) | 73,7   | 73,7   | 38,2    | 38,2    | 35,5      | 35,5      |

## Placówki oświatowe
- Szkoła Podstawowa im. Marii Konopnickiej w Gąbinie
- Gimnazjum im. Jana Pawła II w Gąbinie
- Szkoła Podstawowa im. Obrońców Dobrzykowa w Dobrzykowie
- Gimnazjum w Dobrzykowie
- Szkoła Podstawowa im. Kornela Makuszyńskiego w Borkach
- Szkoła Podstawowa im. Józefa Piłsudskiego w Nowym Grabiu
- Szkoła Podstawowa im. Władysława Reymonta w Czermnie
- Szkoła Podstawowa im. Marii Kownackiej w Nowym Kamieniu
- Zespół Szkół im. Stanisława Staszica w Gąbinie
- Przedszkole Samorządowe im. Króla Maciusia I w Gąbinie
- Przedszkole Samorządowe w Dobrzykowie
- Szkoła Muzyczna I stopnia im. Stanisława Moniuszki w Gąbinie[7]

## Ochrona środowiska
- północna część gminy znajduje się w strukturach europejskich sieci ekologicznych ECONET-POLSKA
- rezerwaty będące siedliskiem ptaków siewkowatych (rybitw, mew, sieweczek):
  - Kępa Wykowska (248 ha)
  - Ławice Troszyńskie (114 ha)
- pomniki przyrody (9 szt.), to przede wszystkim:
  - jesion wyniosły
  - dąb szypułkowy
  - lipa drobnolistna
- Gostynińsko-Gąbiński Obszar Chronionego Krajobrazu utworzony w 1988 r., o powierzchni 22 520 ha. Obszar obejmuje dolinę Wisły i teren przylegający od strony wschodniej do Gostynińsko-Włocławskiego Parku Krajobrazowego

## Sołectwa
Borki (Borki, Troszyn Polski), Czermno, Dobrzyków, Górki, Góry Małe, Grabie Polskie, Guzew, Jadwigów, Jordanów, Kamień-Słubice, Karolew, Kępina (Kępina, Plebanka), Koszelew, Lipińskie, Ludwików, Korzeniówka (Nowa Korzeniówka, Stara Korzeniówka), Nowe Grabie, Nowe Wymyśle, Nowy Kamień, Nowy Troszyn, Okolusz, Potrzebna, Przemysłów, Rumunki (Rumunki, Piaski), Stary Kamień, Strzemeszno, Topólno (Topólno, Konstantynów), 

## Sąsiednie gminy
Gmina graniczy z rzeką Wisłą na odcinku około 12 km i w części z miastem Płockiem. Graniczy również z gminami powiatu płockiego; Łąck, Słubice i Słupno oraz gminami powiatu gostynińskiego; Szczawin Kościelny, Pacyna i Sanniki.